# Pat Robertson

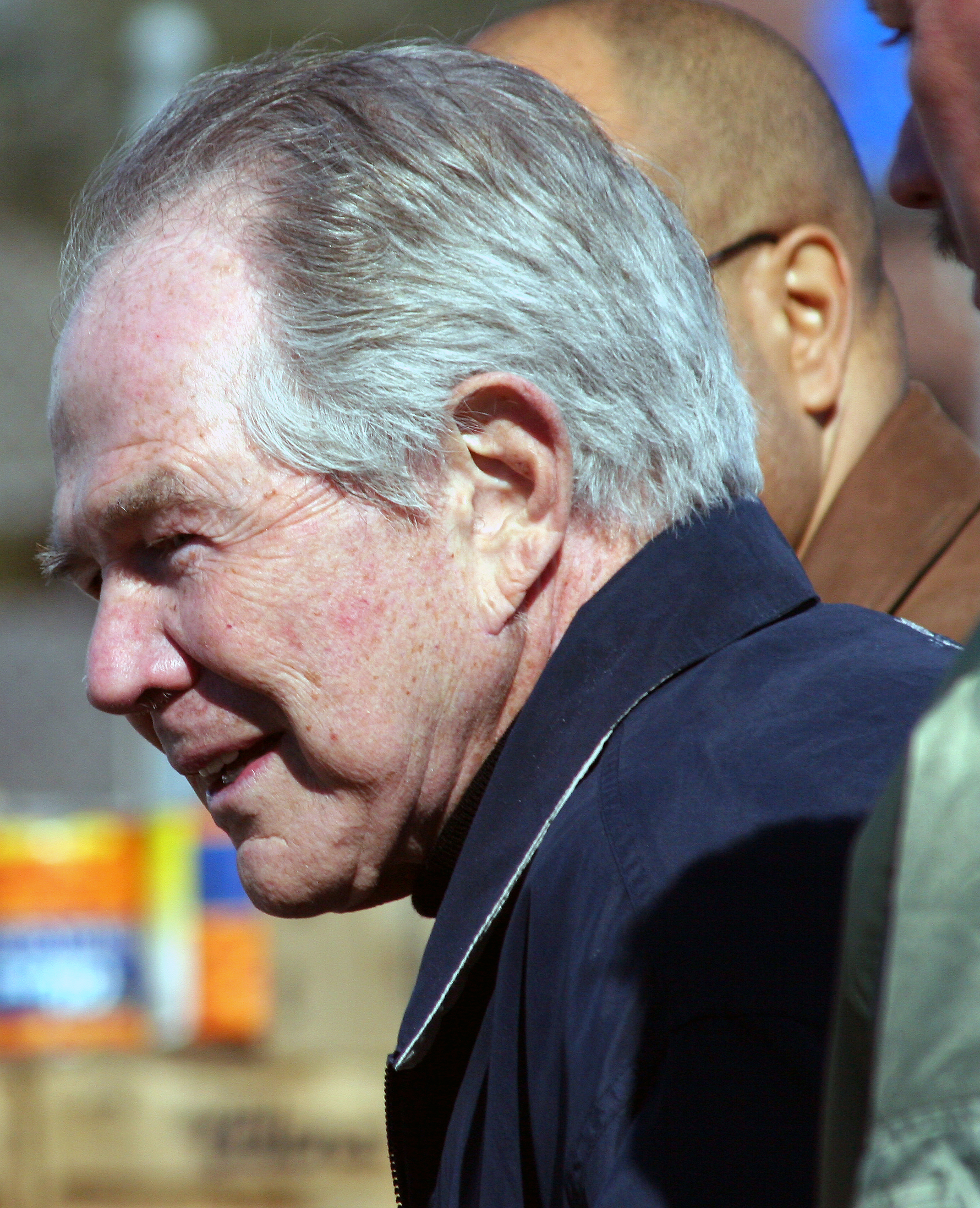
Pat Robertson

Marion Gordon (Pat) Robertson (Lexington (Virginia), 22 maart 1930 – Virginia Beach, 8 juni 2023) was een Amerikaans baptistisch predikant (hij behoorde tot de Southern Baptist Convention), televisie-evangelist, ondernemer en politiek activist voor christelijk rechts. Hij richtte verschillende organisaties en bedrijven op. Hij presenteerde 55 jaar lang The 700 Club, een televisieprogramma dat door verschillende Amerikaanse televisiezenders uitgezonden wordt.

## Biografie
Robertson voorspelde in 1976 dat de wereld zou eindigen in oktober of november 1982. Daarbij voerde hij ook aan dat de antichrist ongeveer 27 jaar oud op die datum zou zijn. In 1988 deed hij een mislukte poging om presidentskandidaat te worden voor de Republikeinse partij. Zijn persoonlijke rijkdom wordt geschat tussen tweehonderd miljoen en een miljard dollar.
In 1989 richtte hij de Christian Coalition op, die zich o.a. veel bezighield met de zionistische zaak (en met Yasser Arafat en diens - volgens hen - "gang of thugs" (bandietenbende)) en Israël steunde. Israël, in de persoon van Menachem Begin had juist in 1981 de "Evangelicals", de evangelikale christenen, in de armen gesloten vanwege hun steun voor Israël, hun pro-life-beleid en hun wantrouwen jegens de islam.
Op 22 augustus 2005 riep Robertson in zijn televisieprogramma op tot het vermoorden van de Venezolaanse president Hugo Chávez. Hij zei dat Venezuela onder Chávez een voedingsbodem zou worden voor communistische infiltratie en voor moslimextremisme voor het ganse Amerikaanse continent. Chávez vroeg hierop een onderzoek door de Amerikaanse justitie.
Robertson ontkende later dat hij gesproken had over moord, maar eerder over andere manieren om Chávez onschadelijk te maken, zoals ontvoering, maar dit komt niet overeen met de videoband.
Na de aardbeving in Haïti, op 12 januari 2010, zorgde Robertson opnieuw voor grote ophef. Hij meldde dat de ramp te maken had met een pact dat de grondleggers van Haïti met de duivel hadden gesloten. Dit volksverhaal circuleerde al langer. Ook latere uitspraken hebben tot controverse geleid. Zo heeft hij gezegd een voorstander te zijn van de opheffing van de scheiding tussen kerk en staat, beweerde hij dat het aanvaarden van homoseksualiteit kan leiden tot orkanen en aardbevingen, en dat een atoombom op het Amerikaanse ministerie van Buitenlandse Zaken geen slechte zaak zou zijn.
Robertson overleed op 93-jarige leeftijd.